# این زنان پیر
این زنان پیر (انگلیسی: These Old Broads) فیلمی به کارگردانی متیو دایموند است که در سال ۲۰۰۱ از شبکه لایف‌تایم پخش شده است. از بازیگران آن می‌توان به شرلی مک‌لین، دبی رینولدز، جوآن کالینز، الیزابت تیلور و جاناتان سیلورمن اشاره کرد.